# Rene Bond
Rene Bond (San Diego, California, 11 de octubre de 1950 - Los Ángeles, 2 de junio de 1996) fue una actriz pornográfica y modelo erótica estadounidense.
Bond comenzó su carrera en el cine de explotación en producciones de Harry Novak a finales de los 1960 pasando posteriormente al cine harcore a principios de los 1970s. Estuvo activa durante los 1960 y 1970 rodando escenas de pornografía en Los Ángeles, apareciendo en 96 títulos. Tuvo una aparición sin crédito en la película pornográfica de Ed Wood 'Necromania': A Tale of Weird Love! (1971).
En 1999, Rene Bond ingresó, de forma póstuma, en la Legends of Erotica Hall of Fame. Bond también es miembro del AVN Hall of Fame y del X-Rated Critics Organization Hall of Fame.